# Pomnik Gabriela Narutowicza w Warszawie
Pomnik Gabriela Narutowicza – monument upamiętniający pierwszego Prezydenta Rzeczypospolitej Polskiej Gabriela Narutowicza znajdujący się na placu jego imienia w Warszawie.

## Opis
Inicjatywa wzniesienia pomnika pierwszego prezydenta Polski wyszła od działaczy Stronnictwa Demokratycznego dzielnicy Ochota w 1984. Według pierwotnych zamierzeń planowano wznieść pomnik według projektu Tadeusza Łodziany, jednak z realizacji zrezygnowano z braku środków finansowych. 
5 grudnia 1992 położono na miejscu przyszłego pomnika płytę z piaskowca z napisem: „Na tym skwerze zostanie wzniesiony pomnik prezydenta Gabriela Narutowicza”. Z powodu braku środków zrezygnowano z budowy pomnika, zastępując go popiersiem Narutowicza według dwukrotnie powiększonej rzeźby Edwarda Wittiga znajdującej się w auli Politechniki Warszawskiej. Ustawiono je na cokole z polerowanego granitu. 
Pomnik odsłonięto 9 grudnia 2002. Przysięgę zamordowanego prezydenta odczytał aktor Krzysztof Kolberger. Obok monumentu ustawiono tablicę z informacjami o postaci Gabriela Narutowicza.
W 2022 roku ogłoszono konkurs na nową aranżację pomnika. Zgodnie z planami ma on zostać przeniesiony na środek placu, w miejsce wyburzonej ekspedycji tramwajowej.